# Caister-on-Sea
Caister-on-Sea – wieś w Anglii, w hrabstwie Norfolk, w dystrykcie Great Yarmouth, położona na wybrzeżu Morza Północnego, bezpośrednio na północ od miasta Great Yarmouth, 30 km na wschód od miasta Norwich, a 180 km na północny wschód od Londynu.
Miejscowość liczy 8756 mieszkańców.
Na zachód od wsi znajduje się obszar chronionej przyrody The Broads.